# ジェイタス
株式会社ジェイタスは、アナウンサー関連の養成学校である東京アナウンスセミナーを運営する企業。
創設者である永井譲治が運営していたアナウンススクールを引き継ぐかたちで設立された。

## 学校名
- 東京アナウンスセミナー（通称：アナセミ）

## 校舎所在地
- 東京都目黒区上目黒2-8-10

## 沿革
- 1999年10月1日 東京アナウンスアカデミーの職員だった永井譲治が独立し、有限会社J.N.ヒューマンネットワークを設立。学校名：東京アナウンスセミナーが開校した。
- 2008年9月3日　永井が虚血性心疾患のため急死。その後、髙柳謙一が有限会社J.N.ヒューマンネットワーク代表取締役に就任。
- 2009年1月31日　有限会社J.N.ヒューマンネットワークが解散。
- 2009年2月1日　学校解散を惜しむ卒業生や永井ゆかりの人達の要望を受け、本間尚雄・安達光浩両名が永井の意思を継ぐかたちで株式会社ジェイタスを設立。代表取締役（アナセミ代表）に本間尚雄が就任。
- 2020年3月1日　株式会社ジェイタスの代表取締役（アナセミ代表）に安達光浩が就任。

## 出身アナウンサー
- 大河原あゆみ（山口放送）
- 荻野仁美（西日本放送）
- 皆藤愛子（セント・フォース）
- 加納美也子（元テレビ信州）
- 木竜亜希子（元新潟総合テレビ、元テレビ信州）
- 倉林知子（さくらんぼテレビ）
- 倉見慶子（元長野放送、ライムライト）
- 小出涼子（元メ〜テレ）
- 小林史子（元石川テレビ）
- 小林聖子（元新潟テレビ21）
- 鹿内美沙（元中京テレビ）
- 杉山藍（岩手朝日テレビ）
- 鈴木しおり（メ〜テレ）
- 関根和歌香 （元東海テレビ）
- 田岡咲香（元中京テレビ、現キャスト・プラス）
- 武岡智子（元テレビ新潟）
- 坪山奏子（山陰放送）
- 勅使河原由佳子（東海テレビ）
- 鈴木理加(鹿児島放送）
- 豊田瑠衣（元南日本放送）
- 田中良幸（元新潟総合テレビ）
- 中村優子（元北海道文化放送）
- 名越涼子（元福井テレビ、元テレビ愛知）
- 成嶋早穂（元東海テレビ→セント・フォース、現アワーソングスクリエイティブ）
- 西美香（チューリップテレビ）
- 早坂牧子（仙台放送）
- 原渕由布奈（福井テレビ）
- 平松奈々（長野放送）
- 藤本晶子（東海テレビ）
- 堀越純子（元北陸放送）
- 本田朋子（元フジテレビ）
- 松尾英里子（元日本テレビ）
- 松尾翠（元フジテレビ）
- 宮崎宣子（元日本テレビ）
- 武藤祐子（元東海テレビ）
- 矢部順子（元テレビ北海道）
- 吉井歌奈子（元東海テレビ、現三桂）
- 山田舞（元宮崎放送）
- 山本悠美子（関西テレビ）
- 吉田奈央（読売テレビ）
- 阿部佳乃（あさチャン!・元 新潟テレビ21 佐渡テレビジョン・現 キャスト・プラス )
- 大寺かおり（元山陽放送アナウンサー）
- 深澤慶（フリーランス）